# Ophthalmolejeunea
Ophthalmolejeunea là một chi rêu trong họ Lejeuneaceae.